# Plan Grand Froid
 (23 février 2018).
Le plan Grand Froid est un plan ministériel en France prévoyant des dispositions en cas d'hiver rigoureux.

## Description
La circulaire du 19 octobre 2007 de la ministre Christine Boutin a supprimé les trois niveaux précédemment utilisés liés à une température.
L’architecture en est maintenant :
- Le renforcement des capacités d'accueil, d'hébergement et d'insertion durant l'hiver 2007/2008 comprenant notamment un renforcement du dispositif 115, l'ouverture de lieux d'accueil, la mise en place au préalable de partenariats en vue d'anticiper les épisodes de froid extrême.
- La poursuite de la mise en œuvre du Plan d'action renforcé pour les sans abri (PARSA)
- Le renforcement de la veille sociale, notamment renforcement des services de "maraude", "d'accueil de jour", "d'accueil et d'orientation" et des services "115"